# Nó molecular
Em química, um nó molecular ou knotano é uma arquitetura molecular mecanicamente interligada que é análoga a um nó macroscópico. 

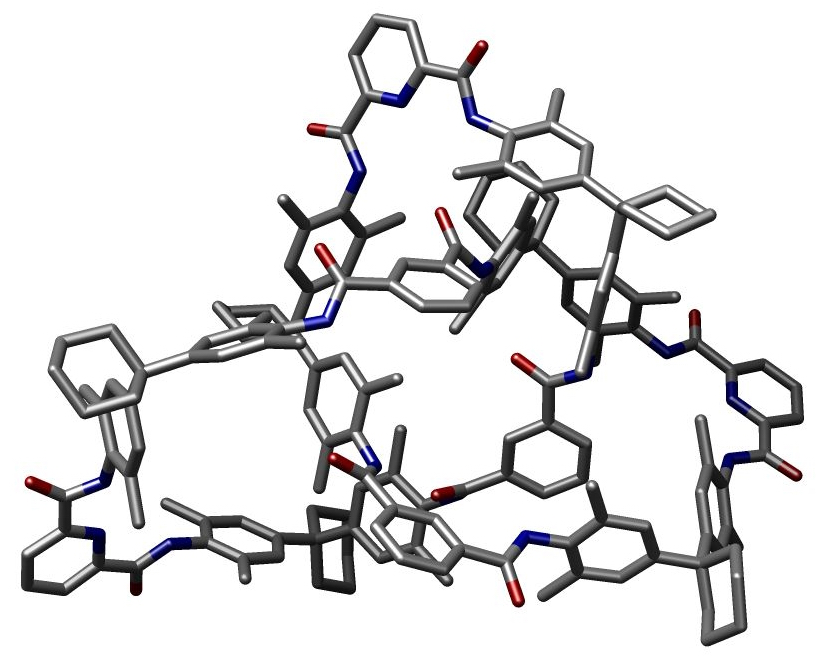
Estrutura cristalina de um trifolio (nó trevo) molecular reportado por Vögtle e colaboradores em the Angew. Chem. Int. Ed., 2000, 1616-1618

Nós moleculares de ocorrência natural são encontrados  em moléculas orgânicas como DNA, RNA e proteínas. Não se sabe ao certo que nós moleculares naturais são evolutivamente vantajosos para ácidos nucleicos ou proteínas, embora acredite-se que a formação de nós moleculares tenha um papel na estabilização da estrutura e função  de moléculas biológicas que possuem nós. Frisch e Wasserman concluíram em sua análise que mesmo os nós moleculares mais simples teriam dimensões da ordem de nanômetros sendo feitos de pelo menos cinquenta grupos metileno. Existe uma diferença entre o interesse da química e da biologia sobre nós moleculares. A química moderna está interessada em como sintetizar, nas interações, sejam covalentes ou não, das espécies envolvidas. A biologia, por sua vez, interessa-se pelo papel biológico e os efeitos em estrutura e função que a presença de nós confere às moléculas.

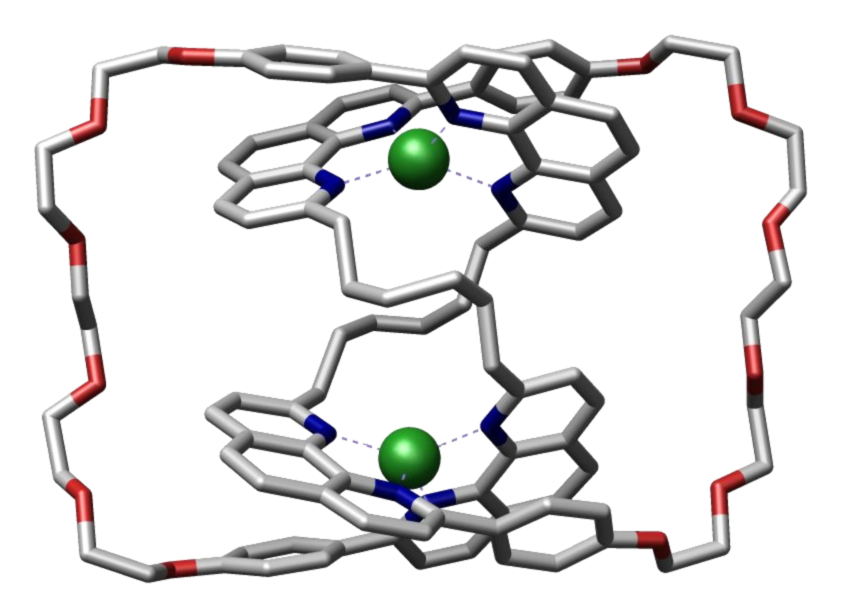
Estrutura cristalina de um nó trifólio (trevo) molecular organizado por dois íons de cobre(I) descrito por Sauvage e colaborados

Os mecanismos pelos quais knotanos se formam naturalmente em moléculas e as estabilizam ou levam a uma otimização é incerto.  O estudo dos knotanos abrange a formação e aplicação daqueles de ocorrência natural e dos sintéticos. Aplicar topologia molecular e teoria dos nós aos nós moleculares permite que biólogos entendam melhor a estrutura e síntese de moléculas com nós.

Nó trevo destro e canhoto. Este nó apresenta quiralidade. Os dois nós são enantiômeros

Moléculas ou arranjos moleculares podem ser representados bidimensionalmente como gráficos. Se as linhas no gráfico se cruzam, o arranjo molecular é dito não trivial uma vez que o gráfico é não planar. Pode usar essa representação gráfica pra analisar a existência de quiralidade topológica, como feito por Liang e Mislow, quando uma representação não pode ser convertida em sua imagem espelhada por deformação contínua elas são ditas enantiômeros topológicos. A quiralidade topológica difere interessantemente da quiralidade tradicional pois, por exemplo, um nó que funciona como centro de quiralidade apresenta ele mesmo quiralidade independente dos ligantes e/ou modificações feitas.
O termo knotano foi cunhado por Vögtle et al. em  2000 para descrever nós moleculares por analogia com rotaxanos and catenanos, que são outras estruturas moleculares ligadas mecanicamente. O termo ainda precisa ser adotado pela IUPAC.

## História
O primeiro pesquisador a sugerir a existência de um nó molecular em uma proteína foi Jane Richardson em 1977, em seus estudos acerca de comportamento topológico de várias proteínas foi reportado que a anidrase carbônica B (CAB) apresentava nós.
No entanto, geralmente o pesquisador ao qual é atribuído a descoberta da primeira proteína com nós é Marc L. Mansfield em 1994. Ele foi o primeiro a investigar especificamente a ocorrência de nós em proteínas e confirmar a existência do no trifólio na CAB.
O DNA com a presença de nós foi descoberto por Liu et. al em 1981 em fitas simples, circulares, DNA de bactéria. Em DNA circular de fita dupla também foi descrita a formação de nós.
Sauvage e colaboradores em 1989 apresentaram a primeira molécula sintética possuidora de nós: um trifólio sintetizado por um complexo dupla hélice com o auxílio de íons de Cu+.
A primeira descrição de nós moleculares como Knotanos foi feita em 2000 em Vöglte et al. Foi também em 2000 que William Taylor publicou seu trabalho relatando a descoberta de um nó {\displaystyle 4_{1}} profundo em uma proteína 2000, acetolactato reductoisomerase (PDB ID: 1YVE). Este trabalho confirmou a existência de proteínas profundamente entrelaçadas. Isto apenas foi possível através da criação de um método computacional alternativo para analisar os nós em proteínas.
Em 2007, Eric Yeates apresentou a identificação de um nó corrente (slipknot) molecular, que é quando a molécula contém sub cadeias com a presença de nós, mesmo que sua cadeia principal por inteira não contenha nós. Estruturas repletas de nós são facilmente detectadas por modelos computacionais. Porém, matematicamente, os nós corrente (slipknots) são difíceis de analisar pois eles não são reconhecidos numa checagem da estrutura completa.
Um nó pentafólio foi preparado utilizando uma estratégia de síntese da química supramolecular a qual utiliza se de blocos de construção discretos para a formar arranjos supramoleculares complexos por somente ligações covalentes (dynamic covalent chemistry) em 2012 por Ayme et. al. Em 2016 foi sintetizado um pentafólio completamente orgânico, incluindo também o primeiro uso de um nó molecular para regular alostericamente uma catálise. Já em Janeiro de 2017, um {\displaystyle 8_{19}} foi sintetizado pelo grupo de David Leigh.

## Nós sintéticos

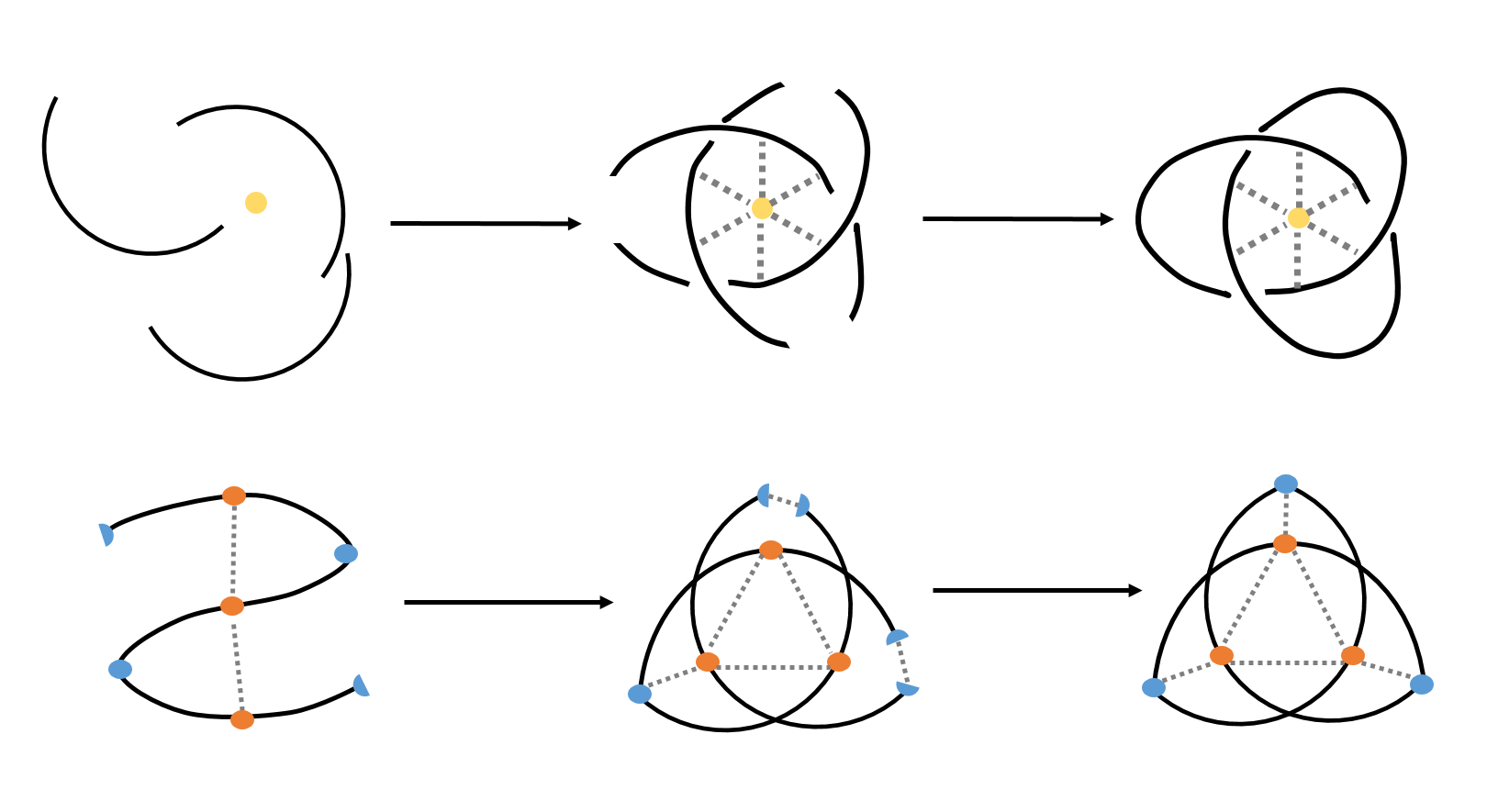
Estratégias para organizar blocos de construção para síntese de nós moleculares. Acima organização por elemento de coordenação. Abaixo auto organização pro interações inter e intramoleculares. Círculos representam elementos ou grupos de interação

A síntese de nós moleculares a partir de blocos de construção se vale de diversas abordagens. O principal desafio é garantir que os blocos possam se organizar na conformação correta durante a síntese, seja por interações intermoleculares entre as próprias cadeias ou elementos de coordenação. Como a estrategia de síntese pelo efeito hidrofóbico ou a utilização de ligações de Hidrogênio
Alguns nós sintéticos foram feitos com sucesso e são amplamente estudados, dentre eles temos:  {\displaystyle +3_{1}}, {\displaystyle 4_{1},5_{1},8_{19}} . No entanto, alguns Knotanos de ocorrência natural ainda não foram sintetizados como o {\displaystyle -5_{2},+6_{1}}. recentemente Z, Liang et al. sintetizou um nó composto de 3 nós trevos, possuindo assim 9 sobreposições, utilizando de 6 átomos de ferro hexavalente para os cruzamentos e {\displaystyle (PF_{6})_{12}} no centro.
Os nós moleculares são comumente sintetizados com a presença como ligantes de ions de metal , precursores que coordenam a formação dos nós, sendo eles o Cu ou o Fe, que dependendo da oxidação formam diferentes estruturas. Porém, nas primeiras sínteses utilizavam outros métodos como a abordagem da fita de Möbius, estratégia direta com um template covalente.
DNA, RNA e proteínas artificiais que formam nós também já foram sintetizadas. O DNA é uma abordagem muito utilizada para a síntese de estruturas como Origami de DNA, logo os knotanos não ficam distantes. Isso se dá pelas possibilidades de montar estruturas a partir suas interações e assim suas fitas podem ser facilmente manipuladas para formarem nós com seus formatos precisamente escolhidos.

### Purificação Caracterização de nós sintéticos
O processo de síntese de knotanos com frequência produz uma série de outros produtos que precisam ser separados e caracterizados para obtenção da molécula de interesse. Técnicas de cromatografia, como HPLC, podem ser usadas para separar o produtos por tamanho peso e afinidade. Para caracterizar as estruturas obtidas são utilizadas técnicas como espectroscopia de RMN, que fornece informações sobre composição e ideiais sobre dinâmica e estrutura, Dicroísmo Circular, que fornece informações sobre quiralidade entre outras, Espectroscopia de Massas de diversos tipos, que permitem determinar composição e investigar estruturas,  ou ainda quando possível Difração de Raios X. Todas essas abordagens se valem da investigação das diferenças entres ps produtos esperados.

## Ocorrência Natural
Molecular orgânicas contendo nós podem ser classificadas como slipknots ou pseudo-nós. Elas não são consideradas nós do ponto de vista matemático pois não são curvas fechadas, isto é, o nó existe no que, em outras situações, seria uma cadeia linear sendo cada terminal uma ponta. Acredita-se que os nós presentes em proteínas são formados durante o enovelamento da estrutura terciária. Já os nós presentes em ácidos nucleicos seriam formados durante duplicação é transcrição. Apesar disto, o mecanismo para formação dos nós não é definitivo. Simulações moleculares têm papel fundamental na investigação do mecanismo da formação de nós de ocorrência natural. Seja na forma de experimentos computacionais de dinâmica molecular para estudar enovelamento e o processo da formação de nós, seja na forma da análise das estruturas cristalinas depositadas para as moléculas.  A padronização do formato para reportar estruturas  é uma passo importante para o avanço da pesquisa.
Como mencionado DNA contendo nós foi reportado pela primeira vez por Liu et. al in 1981. Estruturas naturais de RNA contendo nós ainda não foram reportadas.

### Proteínas Atadas
(texto principal: proteína atada)
Uma proteína atada, ou seja uma proteína que apresenta um nó na cadeia principal, pode ser imaginada como uma longa corda que não se desenovela completamente quando seus C e N terminais são puxados, restando o nó. Muitas proteínas contendo nós foram identificadas. Os principais tipos de nó encontrados são {\displaystyle +3_{1},-3_{1}}(nó trevo),{\displaystyle 4_{1}}(nó oito) {\displaystyle -5_{2}}(pentafolio) e {\displaystyle 6_{1}}(nó do estivador) onde o sinal se refere a quiralidade, os números à notação de Alexander–Briggs.

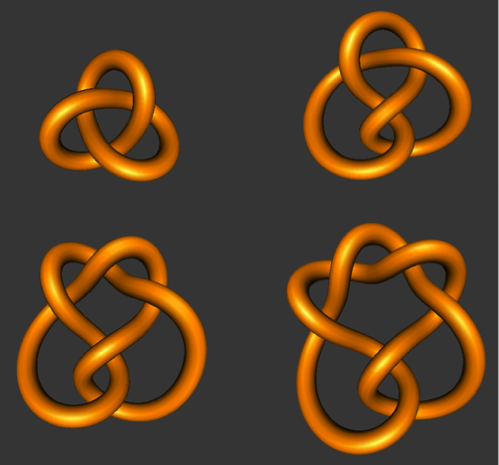
Quatro tipo de nós identificados em proteínas. No sentido de leitura 3-1(nó trevo destro), 4-1(Nó oito), 5-2 (pentafólio) e 6-1(nó do estivador).

Há evidências de que a formação de nós é parte natural do enovelamento de proteínas e também  que é a etapa limitante nesse processo
A formação de nós é análoga à formação de um nó em uma corda: primeiro é feito um loop seguido pela passagem de um dos terminais por dentro do loop. Nós mais complexos podem ser feitos pela deformação dos laços do no inicial ou repetição do processo descrito. Uma interação com o ribossomo durante a síntese proteica pode ser ponto de partida para formação do laço inicial.
O desafio de se identificar matematicamente os nós em cadeias proteicas, uma vez que não cadeias fechadas, foi simplificado pela criação em 2000 de um algoritmo por WIlliam R. Taylor que consiste essencialmente em processos interativos de suavização da cadeia afim de tornar os nós mais visíveis. Com um processo de checagem cuidadosa para verificar os cruzamentos da cadeia, proteínas sem nós terminam como uma linha reta que une os dois terminais mantidos fixos. A profundidade de um nó numa cadeia proteica é relacionada a capacidade da proteína de resistir que o nó seja desfeito. Isso é avaliado removendo-se resíduos dos dois terminais. Quantos mais resíduos puderem ser removidos mais profundos são os nós.
Há evidências de que os nós aumentem a estabilidade de proteínas contra degradação e promovam estabilidade cinética.
Informações sobre proteínas atadas podem ser encontradas em servidores como Knotprot 2.0

### Nós em DNA e RNA
Embora ainda não tenham sido observadas estruturas naturais de RNA contendo nós, já foi demonstrado por Wang et al. que elas são são impossíveis, produzindo uma sequência de 104 nucleotídeos que forma uma estrutura que contem um nó, este estudo também mostrou o papel da DNA topoisomerase III de Escherichia coli no processo de criar e desfazer nós. Uma análise de milhares de estruturas de RNA armazenadas no Protein Data Bank (PDB) realizada por Micheletti et al. identificou apenas três estruturas com a possibilidade conter nós, e ainda assim, devido a baixa resolução, não é possível garantir que os nós são reais.
Desde a primeira identificação de um nó numa estrutura de DNA diversas outras estruturas de DNA contendo nó foram reportadas, não apenas em DNA circulares, que formam nós mais complexos, mas também em longas fitas, embora os nós sejam mais simples. A conformação do DNA influencia no funcionamento da molécula, podem ser efeitos facilitadores ou dificultar a transcrição gênica. Os nós parecem ter efeitos negativos sobre a transcrição do DNA sendo sua presença controlada por topoisomerases. á os nós presentes em ácidos nucleicos seriam formados durante duplicação é transcrição. Nós de DNA também ocorrem em DNA viral e o numero de nós parece ser influenciado pelo confinamento. A presença de nós no genoma parece ter uma série de funções regulatórias e ser parte essencial do armazenamento de informação genética.

## Aplicações
Muitos dos knotanos sintéticos possuem uma forma globular distinta e dimensões que os qualificam como possíveis blocos de construção para a Nanotecnologia e a Química Supramolecular. Ainda na química supramolecular podemos utiliza-los como estrutura final (stopper) de catenanos rotaxanos e também em estruturas de motores moleculares. Alem disso, exploram possíveis aplicações como interruptores moleculares com seus switches controlados pelas mudanças conformacionais.